# Deutzia paniculata
Deutzia paniculata är en hortensiaväxtart som beskrevs av Takenoshin Nakai. Deutzia paniculata ingår i släktet deutzior, och familjen hortensiaväxter. Inga underarter finns listade i Catalogue of Life.